# Finnország az 1956. évi nyári olimpiai játékokon
Finnország az ausztráliai Melbourne-ben és a svédországi Stockholmban megrendezett 1956. évi nyári olimpiai játékok egyik részt vevő nemzete volt. Az országot az olimpián 15 sportágban 71 sportoló képviselte, akik összesen 15 érmet szereztek.

## Érmesek
| Érem  | Versenyző                                                                                        | Sportág       | Versenyszám                          |
| ----- | ------------------------------------------------------------------------------------------------ | ------------- | ------------------------------------ |
| Arany | Rauno Mäkinen                                                                                    | Birkózás      | Kötöttfogás, 62 kg                   |
| Arany | Kyösti Lehtonen                                                                                  | Birkózás      | Kötöttfogás, 67 kg                   |
| Arany | Pentti Linnosvuo                                                                                 | Sportlövészet | Férfi szabadpisztoly                 |
| Ezüst | Olavi Mannonen                                                                                   | Öttusa        | Férfi egyéni                         |
| Bronz | Voitto Hellstén                                                                                  | Atlétika      | Férfi 400 m                          |
| Bronz | Veikko Karvonen                                                                                  | Atlétika      | Férfi maraton                        |
| Bronz | Jorma Valkama                                                                                    | Atlétika      | Férfi távolugrás                     |
| Bronz | Erkki Penttilä                                                                                   | Birkózás      | Szabadfogás, 62 kg                   |
| Bronz | Taisto Kangasniemi                                                                               | Birkózás      | Szabadfogás, +87 kg                  |
| Bronz | Kauko Hänninen Veli Lehtelä Matti Niemi Toimi Pitkänen Reino Poutanen                            | Evezés        | Férfi kormányos négyes               |
| Bronz | Pentti Hämäläinen                                                                                | Ökölvívás     | Pehelysúly                           |
| Bronz | Väinö Korhonen                                                                                   | Öttusa        | Férfi egyéni                         |
| Bronz | Berndt Katter Väinö Korhonen Olavi Mannonen                                                      | Öttusa        | Csapat                               |
| Bronz | Vilho Ylönen                                                                                     | Sportlövészet | Férfi szabadpuska, összetett (300 m) |
| Bronz | Raime Heinonen Onni Lappalainen Olavi Leimuvirta Berndt Lindfors Martti Mansikka Kalevi Suoniemi | Torna         | Férfi csapat összetett               |

## Atlétika
Férfi
| Versenyző                                                   | Versenyszám     | Előfutam | Előfutam | Negyeddöntő | Negyeddöntő | Elődöntő | Elődöntő | Döntő   | Döntő    |
| Versenyző                                                   | Versenyszám     | Idő      | Hely.    | Idő         | Hely.       | Idő      | Hely.    | Idő     | Helyezés |
| ----------------------------------------------------------- | --------------- | -------- | -------- | ----------- | ----------- | -------- | -------- | ------- | -------- |
| Eero Kivelä                                                 | 200 m           | 22,5     | 6.       | kiesett     | kiesett     | kiesett  | kiesett  | kiesett | kiesett  |
| Pentti Rekola                                               | 200 m           | 22,1     | 4.       | kiesett     | kiesett     | kiesett  | kiesett  | kiesett | kiesett  |
| Voitto Hellstén                                             | 400 m           | 48,4     | 1.       | 46,8        | 1.          | 46,1     | 2.       | 47,0    | =        |
| Olavi Salsola                                               | 1500 m          | 3:55,0   | 8.       |             |             |          |          | kiesett | kiesett  |
| Ilmari Taipale                                              | 5000 m          | 14:24,2  | 6.       |             |             |          |          | kiesett | kiesett  |
| Ilmari Taipale                                              | 10 000 m        |          | 31:10,6  | 22.         |             |          |          |         |          |
| Sven-Oswald Mildh                                           | 400 m gát       | 52,1     | 3.       |             | kiesett     | kiesett  | kiesett  | kiesett |          |
| Ilkka Auer                                                  | 3000 m akadály  | 9:04,0   | 7.       |             |             |          |          | kiesett | kiesett  |
| Olavi Rinteenpää                                            | 3000 m akadály  | 9:10,0   | 11.      |             |             |          |          | kiesett | kiesett  |
| Veikko Karvonen                                             | Maraton         |          |          |             |             |          |          | 2:27:47 |          |
| Paavo Kotila                                                | Maraton         |          |          |             |             |          |          | 2:38:59 | 13.      |
| Eino Oksanen                                                | Maraton         |          |          |             |             |          |          | 2:36:10 | 10.      |
| Pentti Rekola Sven-Oswald Mildh Eero Kivelä Voitto Hellstén | 4 × 400 m váltó | 3:11,4   | 4.       |             | kiesett     | kiesett  |          |         |          |

| Versenyző           | Versenyszám | Selejtező | Selejtező | Döntő                    | Döntő                    |
| Versenyző           | Versenyszám | Eredmény  | Helyezés  | Eredmény                 | Helyezés                 |
| ------------------- | ----------- | --------- | --------- | ------------------------ | ------------------------ |
| Eeles Landström     | Rúdugrás    | 415 cm    | =12.      | 425 cm                   | 7.                       |
| Matti Sutinen       | Rúdugrás    | 415 cm    | =12.      | érvényes kísérlet nélkül | érvényes kísérlet nélkül |
| Wilhelm Porrassalmi | Távolugrás  | 658 cm    | 28.       | kiesett                  | kiesett                  |
| Jorma Valkama       | Távolugrás  | 736 cm    | 6.        | 748 cm                   |                          |
| Tapio Lehto         | Hármasugrás | 15,21 m   | 8.        | 14,91 m                  | 18.                      |
| Kari Rahkamo        | Hármasugrás | 15,43 m   | 4.        | 15,21 m                  | 14.                      |
| Hannu Rantala       | Hármasugrás | 14,92 m   | 18.       | 14,87 m                  | 19.                      |

| Versenyző          | Versenyszám | 100 m | 100 m | Távolugrás | Távolugrás | Súlylökés | Súlylökés | Magasugrás | Magasugrás | 400 m | 400 m | 110 m gát | 110 m gát | Diszkoszvetés | Diszkoszvetés | Rúdugrás | Rúdugrás | Gerelyhajítás | Gerelyhajítás | 1500 m | 1500 m | Végeredmény | Végeredmény |
| Versenyző          | Versenyszám | Idő   | Pont  | Eredmény   | Pont       | Eredmény  | Pont      | Eredmény   | Pont       | Idő   | Pont  | Idő       | Pont      | Eredmény      | Pont          | Eredmény | Pont     | Eredmény      | Pont          | Idő    | Pont   | Pont        | Helyezés    |
| ------------------ | ----------- | ----- | ----- | ---------- | ---------- | --------- | --------- | ---------- | ---------- | ----- | ----- | --------- | --------- | ------------- | ------------- | -------- | -------- | ------------- | ------------- | ------ | ------ | ----------- | ----------- |
| Torbjörn Lassenius | Tízpróba    | 11,8  | 650   | 662 cm     | 672        | 13,45 m   | 715       | 170 cm     | 656        | 50,8  | 786   | 15,9      | 612       | 41,36 m       | 664           | 380 cm   | 645      | 59,33 m       | 717           | 4:36,2 | 448    | 6565        | 7.          |

## Birkózás
Kötöttfogású
| Versenyző          | Versenyszám | 1. forduló                           | 1. forduló | 1. forduló | 2. forduló                          | 2. forduló | 2. forduló | 3. forduló                       | 3. forduló | 3. forduló | 4. forduló                   | 4. forduló | 4. forduló | 5. forduló              | 5. forduló | 5. forduló | 6. forduló             | 6. forduló | 6. forduló | 7. forduló        | 7. forduló | 7. forduló | Döntő                        | Döntő   | Döntő   | Helyezés    |
| Versenyző          | Versenyszám | Ellenfél Eredmény                    | Pont       | Hely.      | Ellenfél Eredmény                   | Pont       | Hely.      | Ellenfél Eredmény                | Pont       | Hely.      | Ellenfél Eredmény            | Pont       | Hely.      | Ellenfél Eredmény       | Pont       | Hely.      | Ellenfél Eredmény      | Pont       | Hely.      | Ellenfél Eredmény | Pont       | Hely.      | Ellenfél Eredmény            | Pont    | Hely.   | Helyezés    |
| ------------------ | ----------- | ------------------------------------ | ---------- | ---------- | ----------------------------------- | ---------- | ---------- | -------------------------------- | ---------- | ---------- | ---------------------------- | ---------- | ---------- | ----------------------- | ---------- | ---------- | ---------------------- | ---------- | ---------- | ----------------- | ---------- | ---------- | ---------------------------- | ------- | ------- | ----------- |
| Reijo Nykänen      | 57 kg       | Hódos Imre (HUN) · 0-3               | 3          | =11.       | Adolfo Díaz (ARG) · 2-1             | 4          | =9.        | Francisc Horvath (ROU) · 1-2     | 6          | =8.        | kiesett                      | kiesett    | kiesett    | kiesett                 | kiesett    | kiesett    |                        |            |            |                   |            |            | kiesett                      | kiesett | kiesett | helyezetlen |
| Rauno Mäkinen      | 62 kg       | Norman Ickeringill (AUS) · kétvállas | 0          | =1.        | Roger Bielle (FRA) · 2-1            | 1          | 2.         | erőnyerő                         | 1          | 1.         | Roman Dzeneladze (URS) · 1-2 | 3          | =1.        | Polyák Imre (HUN) · 2-1 | 4          | =1.        |                        |            |            |                   |            |            | erőnyerő                     | 4       | 1.      |             |
| Kyösti Lehtonen    | 67 kg       | Jay Thomas Evans (USA) · kétvállas   | 0          | =1.        | Olle Anderberg (SWE) · visszalépett | 0          | 1.         | Dimitar Stoyanov (BUL) · 3-0     | 1          | 1.         | erőnyerő                     | 1          | 1.         | erőnyerő                | 1          | 1.         | Rıza Doğan (TUR) · 2-1 | 2          | =1.        | erőnyerő          | 2          | 1.         | Tóth Gyula (HUN) · kétvállas | 2       | 1.      |             |
| Veikko Rantanen    | 73 kg       | Vlagyimir Manyejev (URS) · 0-3       | 3          | =8.        | Siegfried Schäfer (EUA) · 3-0       | 4          | =7.        | Szilvásy Miklós (HUN) · 3-0      | 5          | =4.        | kiesett                      | kiesett    | kiesett    | kiesett                 | kiesett    | kiesett    |                        |            |            |                   |            |            | kiesett                      | kiesett | kiesett | 4.          |
| Viljo Punkari      | 79 kg       | Wally Paterson (AUS) · kétvállas     | 0          | =1.        | Rune Jansson (SWE) · kétvállas      | 3          | =5.        | Dimitar Dobrev (BUL) · 1-2       | 5          | =5.        | kiesett                      | kiesett    | kiesett    |                         |            |            |                        |            |            |                   |            |            | kiesett                      | kiesett | kiesett | 6.          |
| Veikko Lahti       | 87 kg       | Karl-Erik Nilsson (SWE) · 0-3        | 3          | =8.        | Dale O. Thomas (USA) · kétvállas    | 3          | =3.        | Valentyin Nyikolajev (URS) · 0-3 | 6          | =5.        | kiesett                      | kiesett    | kiesett    |                         |            |            |                        |            |            |                   |            |            | kiesett                      | kiesett | kiesett | helyezetlen |
| Taisto Kangasniemi | +87 kg      | Huszein Mehmedov (BUL) · 0-3         | 3          | =7.        | Dale Lewis (USA) · kétvállas        | 3          | =4.        | Hamit Kaplan (TUR) · 1-2         | 5          | 6.         | kiesett                      | kiesett    | kiesett    | kiesett                 | kiesett    | kiesett    |                        |            |            |                   |            |            | kiesett                      | kiesett | kiesett | 6.          |

Szabadfogású
| Versenyző          | Versenyszám | 1. forduló                      | 1. forduló | 1. forduló | 2. forduló                         | 2. forduló | 2. forduló | 3. forduló                     | 3. forduló | 3. forduló | 4. forduló                     | 4. forduló | 4. forduló | 5. forduló                           | 5. forduló | 5. forduló | 6. forduló        | 6. forduló | 6. forduló | Döntő             | Döntő   | Döntő   | Helyezés    |
| Versenyző          | Versenyszám | Ellenfél Eredmény               | Pont       | Hely.      | Ellenfél Eredmény                  | Pont       | Hely.      | Ellenfél Eredmény              | Pont       | Hely.      | Ellenfél Eredmény              | Pont       | Hely.      | Ellenfél Eredmény                    | Pont       | Hely.      | Ellenfél Eredmény | Pont       | Hely.      | Ellenfél Eredmény | Pont    | Hely.   | Helyezés    |
| ------------------ | ----------- | ------------------------------- | ---------- | ---------- | ---------------------------------- | ---------- | ---------- | ------------------------------ | ---------- | ---------- | ------------------------------ | ---------- | ---------- | ------------------------------------ | ---------- | ---------- | ----------------- | ---------- | ---------- | ----------------- | ------- | ------- | ----------- |
| Tauno Jaskari      | 57 kg       | Lee Allen (USA) · 3-0           | 1          | =2.        | Minoru Iizuka (JPN) · 0-3          | 4          | =8.        | visszalépett                   | 4          | 10.        | kiesett                        | kiesett    | kiesett    |                                      |            |            |                   |            |            | kiesett           | kiesett | kiesett | helyezetlen |
| Erkki Penttilä     | 62 kg       | Herbie Hall (GBR) · kétvállas   | 0          | =1.        | Joseph Mewis (BEL) · 0-3           | 3          | =7.        | Nászer Givehcsi (IRI) · 2-1    | 4          | =6.        | erőnyerő                       | 4          | =2.        | Szaszahara Sózó (JPN) · visszalépett | 4          | 3.         |                   |            |            | kiesett           | kiesett | kiesett |             |
| Väinö Hakkarainen  | 67 kg       | Roger Bielle (FRA) · 1-2        | 2          | 11.        | Olle Anderberg (SWE) · 1-2         | 4          | =12.       | kiesett                        | kiesett    | kiesett    | kiesett                        | kiesett    | kiesett    | kiesett                              | kiesett    | kiesett    |                   |            |            | kiesett           | kiesett | kiesett | helyezetlen |
| Veikko Rantanen    | 73 kg       | Vahtang Balavadze (URS) · 0-3   | 3          | =9.        | visszalépett                       | 3          | =14.       | kiesett                        | kiesett    | kiesett    | kiesett                        | kiesett    | kiesett    |                                      |            |            |                   |            |            | kiesett           | kiesett | kiesett | helyezetlen |
| Viljo Punkari      | 79 kg       | Muhammad Faiz (PAK) · kétvállas | 0          | =1.        | Danny Hodge (USA) · 0-3            | 3          | 12.        | visszalépett                   | 3          | =9.        | kiesett                        | kiesett    | kiesett    | kiesett                              | kiesett    | kiesett    |                   |            |            | kiesett           | kiesett | kiesett | helyezetlen |
| Veikko Lahti       | 87 kg       | Peter Blair (USA) · kétvállas   | 3          | =7.        | Mitsuhiro Ohira (JPN) · 1-2        | 5          | 10.        | kiesett                        | kiesett    | kiesett    | kiesett                        | kiesett    | kiesett    | kiesett                              | kiesett    | kiesett    | kiesett           | kiesett    | kiesett    | kiesett           | kiesett | kiesett | helyezetlen |
| Taisto Kangasniemi | +87 kg      | erőnyerő                        | 0          | 1.         | Huszein Mehmedov (BUL) · kétvállas | 3          | 6.         | Saburo Nakao (JPN) · kétvállas | 3          | 3.         | Ray Mitchell (AUS) · kétvállas | 3          | =2.        | Hamit Kaplan (TUR) · 0-3             | 6          | 3.         |                   |            |            | kiesett           | kiesett | kiesett |             |

## Evezés
| Versenyző                                                                         | Versenyszám              | Előfutam | Előfutam | Vigaszág | Vigaszág | Elődöntő | Elődöntő | Döntő   | Döntő   | Helyezés    |
| Versenyző                                                                         | Versenyszám              | Idő      | Hely.    | Idő      | Hely.    | Idő      | Hely.    | Idő     | Hely.   | Helyezés    |
| --------------------------------------------------------------------------------- | ------------------------ | -------- | -------- | -------- | -------- | -------- | -------- | ------- | ------- | ----------- |
| Kauko Hänninen Reino Poutanen Veli Lehtelä Toimi Pitkänen                         | Kormányos nélküli négyes | 6:50,3   | 3.       | 7:55,1   | 2.       | kiesett  | kiesett  | kiesett | kiesett | helyezetlen |
| Kauko Hänninen Reino Poutanen Veli Lehtelä Toimi Pitkänen Matti Niemi (kormányos) | Kormányos négyes         | 7:16,2   | 3.       | 7:09,8   | 1.       | 8:08,1   | 2.       | 7:30,9  | 3.      |             |

## Kajak-kenu
Férfi
| Versenyző                        | Versenyszám           | Előfutam | Előfutam | Döntő   | Döntő    |
| Versenyző                        | Versenyszám           | Idő      | Hely.    | Idő     | Helyezés |
| -------------------------------- | --------------------- | -------- | -------- | ------- | -------- |
| Thorvald Strömberg               | Kajak egyes 1000 m    | 4:51,3   | 5.       | kiesett | kiesett  |
| Thorvald Strömberg               | Kajak egyes 10 000 m  |          |          | 48:15,8 | 4.       |
| Pentti Raaskoski Juhani Helenius | Kajak kettes 1000 m   | kizárták | kizárták | kiesett | kiesett  |
| Yrjö Hietanen Simo Kuismanen     | Kajak kettes 10 000 m |          |          | 46:40,4 | 7.       |

Női
| Versenyző              | Versenyszám       | Előfutam | Előfutam | Döntő   | Döntő    |
| Versenyző              | Versenyszám       | Idő      | Hely.    | Idő     | Helyezés |
| ---------------------- | ----------------- | -------- | -------- | ------- | -------- |
| Eila Eskola-Kyröläinen | Kajak egyes 500 m | 2:31,4   | 5.       | kiesett | kiesett  |

## Kerékpározás

### Országúti kerékpározás
| Versenyző  | Versenyszám   | Idő             | Helyezés |
| ---------- | ------------- | --------------- | -------- |
| Paul Nyman | Mezőnyverseny | 5:23:40 (+2:23) | 11.      |

### Pálya-kerékpározás
Sprintverseny
| Versenyző  | Versenyszám  | 1. forduló                                           | 1. forduló | Vigaszág selejtező                               | Vigaszág selejtező | Vigaszág döntő       | Vigaszág döntő | Negyeddöntő          | Elődöntő             | Döntő                | Helyezés    |
| Versenyző  | Versenyszám  | Ellenfelek Győztes idő                               | Hely.      | Ellenfelek Győztes idő                           | Hely.              | Ellenfél Győztes idő | Hely.          | Ellenfél Győztes idő | Ellenfél Győztes idő | Ellenfél Győztes idő | Helyezés    |
| ---------- | ------------ | ---------------------------------------------------- | ---------- | ------------------------------------------------ | ------------------ | -------------------- | -------------- | -------------------- | -------------------- | -------------------- | ----------- |
| Paul Nyman | Férfi egyéni | Ladislav Fouček (TCH) · Warren Johnston (NZL) · 12,4 | 3.         | Thomas Shardelow (RSA) · León Mejía (COL) · 12,8 | visszalépett       | kiesett              | kiesett        | kiesett              | kiesett              | kiesett              | helyezetlen |

Időfutam
| Versenyző  | Versenyszám  | Idő    | Helyezés |
| ---------- | ------------ | ------ | -------- |
| Paul Nyman | Férfi egyéni | 1:16,1 | 18.      |

## Lovaglás
megjegyzés: A lovas versenyszámokat a svédországi Stockholmban rendezték meg a szigorú ausztrál állat-egészségügyi szabályok miatt.
Díjlovaglás
| Versenyző   | Ló    | Versenyszám | Döntő | Döntő    |
| Versenyző   | Ló    | Versenyszám | Pont  | Helyezés |
| ----------- | ----- | ----------- | ----- | -------- |
| Mauno Roiha | Laaos | Egyéni      | 562,0 | 31.      |

Díjugratás
| Versenyző                                     | Ló                 | Versenyszám | 1. forduló | 1. forduló | 2. forduló    | 2. forduló    | Összesen    | Összesen    |
| Versenyző                                     | Ló                 | Versenyszám | Pont       | Hely.      | Pont          | Hely.         | Pont        | Helyezés    |
| --------------------------------------------- | ------------------ | ----------- | ---------- | ---------- | ------------- | ------------- | ----------- | ----------- |
| Kauko Paananen                                | Lassi              | Egyéni      | 44,50      | 43.        | nem ért célba | nem ért célba | helyezetlen | helyezetlen |
| Wilhelm Stewen                                | Lojal              | Egyéni      | 47,00      | 44.        | 36,00         | =39.          | 83,00       | 40.         |
| Arvi Tervalampi                               | Marras             | Egyéni      | 108,50     | =49.       | nem ért célba | nem ért célba | helyezetlen | helyezetlen |
| Kauko Paananen Wilhelm Stewen Arvi Tervalampi | Lassi Lojal Marras | Csapat      | 200,00     | 16.        | nem ért célba | nem ért célba | helyezetlen | helyezetlen |

Lovastusa
| Versenyző                                    | Ló                     | Versenyszám | Díjlovaglás | Díjlovaglás | Tereplovaglás | Tereplovaglás | Díjugratás | Díjugratás | Végeredmény | Végeredmény |
| Versenyző                                    | Ló                     | Versenyszám | Bünt.       | Hely.       | Bünt.         | Hely.         | Bünt.      | Hely.      | Bünt.       | Helyezés    |
| -------------------------------------------- | ---------------------- | ----------- | ----------- | ----------- | ------------- | ------------- | ---------- | ---------- | ----------- | ----------- |
| Kaarlo Anttinen                              | Locarno                | Egyéni      | -152,80     | =43.        | nem ért célba | nem ért célba | kiesett    | kiesett    | kiesett     | kiesett     |
| Reijo Kuistila                               | Lamora                 | Egyéni      | -142,80     | =33.        | -795,72       | 42.           | -12,25     | 20.        | -950,77     | 36.         |
| Kari Tolvanen                                | Lariina                | Egyéni      | -107,60     | 6.          | nem ért célba | nem ért célba | kiesett    | kiesett    | kiesett     | kiesett     |
| Kaarlo Anttinen Reijo Kuistila Kari Tolvanen | Locarno Lamora Lariina | Csapat      | -430,20     | 9.          | nem ért célba | nem ért célba | kiesett    | kiesett    | kiesett     | kiesett     |

## Műugrás
Férfi
| Versenyző      | Versenyszám        | Selejtező | Selejtező | Döntő   | Döntő   | Döntő    |
| Versenyző      | Versenyszám        | Pont      | Helyezés  | Pont    | Össz.   | Helyezés |
| -------------- | ------------------ | --------- | --------- | ------- | ------- | -------- |
| Helge Vasenius | Egyéni műugrás     | 73,82     | 15.       | kiesett | kiesett | kiesett  |
| Helge Vasenius | Egyéni toronyugrás | 66,63     | 16.       | kiesett | kiesett | kiesett  |

## Ökölvívás
| Versenyző         | Versenyszám | 32-es főtábla            | Nyolcaddöntő                | Negyeddöntő            | Elődöntő                  | Döntő             | Helyezés |
| Versenyző         | Versenyszám | Ellenfél Eredmény        | Ellenfél Eredmény           | Ellenfél Eredmény      | Ellenfél Eredmény         | Ellenfél Eredmény | Helyezés |
| ----------------- | ----------- | ------------------------ | --------------------------- | ---------------------- | ------------------------- | ----------------- | -------- |
| Pentti Hämäläinen | Pehelysúly  | Martin Smyth (IRL) · RSC | Bernard Schröter (EUA) · GY | Ján Zachara (TCH) · GY | Thomas Nicholls (GBR) · V | kiesett           |          |
| Pentti Niinivuori | Könnyűsúly  | erőnyerő                 | Zygmunt Milewski (POL) · V  | kiesett                | kiesett                   | kiesett           | 9.       |
| Ilkka Koski       | Nehézsúly   |                          | Giacomo Bozzano (ITA) · V   | kiesett                | kiesett                   | kiesett           | 9.       |

## Öttusa
| Versenyző                                   | Versenyszám | Lovaglás | Lovaglás | Lovaglás | Lovaglás | Vívás    | Vívás  | Vívás | Lövészet | Lövészet | Lövészet | Úszás  | Úszás  | Úszás | Futás   | Futás  | Futás | Összesen    | Összesen |
| Versenyző                                   | Versenyszám | Idő      | Bünt.    | Pont     | Hely.    | Eredmény | Pont   | Hely. | Pontszám | Pont     | Hely.    | Idő    | Pont   | Hely. | Idő     | Pont   | Hely. | Összes pont | Helyezés |
| ------------------------------------------- | ----------- | -------- | -------- | -------- | -------- | -------- | ------ | ----- | -------- | -------- | -------- | ------ | ------ | ----- | ------- | ------ | ----- | ----------- | -------- |
| Berndt Katter                               | Egyéni      | 10:52    | 240      | 630,0    | 18.      | 15–20    | 593,0  | 25.   | 183      | 760,0    | 19.      | 4:14,5 | 930,0  | 14.   | 14:23,3 | 1111,0 | 13.   | 4024,0      | 16.      |
| Väinö Korhonen                              | Egyéni      | 9:58     | 120      | 885,0    | 9.       | 25–10    | 963,0  | 2.    | 189      | 880,0    | 5.       | 4:19,5 | 905,0  | 16.   | 14:21,0 | 1117,0 | 12.   | 4750,0      |          |
| Olavi Mannonen                              | Egyéni      | 10:01    | 0        | 997,5    | 5.       | 21–14    | 815,0  | 8.    | 189      | 880,0    | 5.       | 4:16,4 | 920,0  | 15.   | 14:06,9 | 1162,0 | 7.    | 4774,5      |          |
| Berndt Katter Väinö Korhonen Olavi Mannonen | Csapat      |          |          | 2512,5   | 2.       |          | 2008,0 | 4.    |          | 2520,0   | 4.       |        | 2755,0 | 3.    |         | 3390,0 | 3.    | 13185,5     |          |

## Sportlövészet
Férfi
| Versenyző        | Versenyszám                    | Döntő | Döntő    |
| Versenyző        | Versenyszám                    | Pont  | Helyezés |
| ---------------- | ------------------------------ | ----- | -------- |
| Pentti Linnosvuo | Gyorstüzelő pisztoly           | 581   | 4.       |
| Pentti Linnosvuo | Szabadpisztoly                 | 556   |          |
| Kalle Sievänen   | Szabadpisztoly                 | 526   | 16.      |
| Kalle Sievänen   | Gyorstüzelő pisztoly           | 576   | 7.       |
| Jorma Taitto     | Sportpuska, fekvő              | 592   | 32.      |
| Jorma Taitto     | Sportpuska, összetett          | 1148  | 17.      |
| Jorma Taitto     | Szabadpuska, összetett (300 m) | 1120  | 4.       |
| Vilho Ylönen     | Szabadpuska, összetett (300 m) | 1128  |          |
| Vilho Ylönen     | Sportpuska, fekvő              | 596   | 15.      |
| Vilho Ylönen     | Sportpuska, összetett          | 1161  | 5.       |

## Súlyemelés
| Versenyző    | Versenyszám | Nyomás   | Nyomás   | Szakítás | Szakítás | Lökés    | Lökés    | Összesen | Helyezés |
| Versenyző    | Versenyszám | Eredmény | Helyezés | Eredmény | Helyezés | Eredmény | Helyezés | Összesen | Helyezés |
| ------------ | ----------- | -------- | -------- | -------- | -------- | -------- | -------- | -------- | -------- |
| Eino Mäkinen | +90 kg      | 127,5    | 7.       | 137,5    | 3.       | 167,5    | 5.       | 432,5    | 5.       |

## Torna
Férfi
| Versenyző                                                                                        | Versenyszám      | Döntő    | Döntő    |
| Versenyző                                                                                        | Versenyszám      | Pontszám | Helyezés |
| ------------------------------------------------------------------------------------------------ | ---------------- | -------- | -------- |
| Raime Heinonen                                                                                   | Talaj            | 17,75    | 46.      |
| Raime Heinonen                                                                                   | Ugrás            | 18,10    | =41.     |
| Raime Heinonen                                                                                   | Korlát           | 18,65    | =21.     |
| Raime Heinonen                                                                                   | Nyújtó           | 18,70    | =18.     |
| Raime Heinonen                                                                                   | Gyűrű            | 16,75    | 45.      |
| Raime Heinonen                                                                                   | Lólengés         | 18,15    | =30.     |
| Raime Heinonen                                                                                   | Egyéni összetett | 108,10   | 37.      |
| Onni Lappalainen                                                                                 | Talaj            | 18,50    | =16.     |
| Onni Lappalainen                                                                                 | Ugrás            | 18,25    | =36.     |
| Onni Lappalainen                                                                                 | Korlát           | 18,85    | =8.      |
| Onni Lappalainen                                                                                 | Nyújtó           | 18,25    | 35.      |
| Onni Lappalainen                                                                                 | Gyűrű            | 18,15    | 27.      |
| Onni Lappalainen                                                                                 | Lólengés         | 18,45    | =22.     |
| Onni Lappalainen                                                                                 | Egyéni összetett | 110,45   | 22.      |
| Olavi Leimuvirta                                                                                 | Talaj            | 18,15    | =33.     |
| Olavi Leimuvirta                                                                                 | Ugrás            | 18,40    | =23.     |
| Olavi Leimuvirta                                                                                 | Korlát           | 18,85    | =8.      |
| Olavi Leimuvirta                                                                                 | Nyújtó           | 18,15    | =37.     |
| Olavi Leimuvirta                                                                                 | Gyűrű            | 17,15    | 40.      |
| Olavi Leimuvirta                                                                                 | Lólengés         | 18,65    | =16.     |
| Olavi Leimuvirta                                                                                 | Egyéni összetett | 109,35   | =27.     |
| Berndt Lindfors                                                                                  | Talaj            | 18,50    | =16.     |
| Berndt Lindfors                                                                                  | Ugrás            | 17,90    | =50.     |
| Berndt Lindfors                                                                                  | Korlát           | 18,90    | =6.      |
| Berndt Lindfors                                                                                  | Nyújtó           | 18,65    | =22.     |
| Berndt Lindfors                                                                                  | Gyűrű            | 18,85    | =10.     |
| Berndt Lindfors                                                                                  | Lólengés         | 18,80    | =9.      |
| Berndt Lindfors                                                                                  | Egyéni összetett | 111,60   | 15.      |
| Martti Mansikka                                                                                  | Talaj            | 18,70    | =10.     |
| Martti Mansikka                                                                                  | Ugrás            | 18,55    | =11.     |
| Martti Mansikka                                                                                  | Korlát           | 18,50    | =24.     |
| Martti Mansikka                                                                                  | Nyújtó           | 18,00    | 42.      |
| Martti Mansikka                                                                                  | Gyűrű            | 18,20    | =23.     |
| Martti Mansikka                                                                                  | Lólengés         | 18,65    | =16.     |
| Martti Mansikka                                                                                  | Egyéni összetett | 110,60   | =20.     |
| Kalevi Suoniemi                                                                                  | Talaj            | 18,70    | =10.     |
| Kalevi Suoniemi                                                                                  | Ugrás            | 18,55    | =11.     |
| Kalevi Suoniemi                                                                                  | Korlát           | 18,80    | =13.     |
| Kalevi Suoniemi                                                                                  | Nyújtó           | 18,70    | =18.     |
| Kalevi Suoniemi                                                                                  | Gyűrű            | 18,80    | =12.     |
| Kalevi Suoniemi                                                                                  | Lólengés         | 18,80    | =9.      |
| Kalevi Suoniemi                                                                                  | Egyéni összetett | 112,35   | 11.      |
| Raime Heinonen Onni Lappalainen Olavi Leimuvirta Berndt Lindfors Martti Mansikka Kalevi Suoniemi | Csapat összetett | 555,95   |          |

## Úszás
Férfi
| Versenyző    | Versenyszám | Előfutam | Előfutam | Előfutam | Elődöntő | Elődöntő | Elődöntő | Döntő   | Döntő    |
| Versenyző    | Versenyszám | Idő      | Hely.    | Össz.    | Idő      | Hely.    | Össz.    | Idő     | Helyezés |
| ------------ | ----------- | -------- | -------- | -------- | -------- | -------- | -------- | ------- | -------- |
| Karri Käyhkö | 100 m gyors | 59,8     | 6.       | 22.*     | kiesett  | kiesett  | kiesett  | kiesett | kiesett  |
| Karri Käyhkö | 400 m gyors | 4:49,6   | 3.       | 26.      |          |          |          | kiesett | kiesett  |

* - két másik versenyzővel azonos időt ért el

## Vitorlázás
Nyílt
| Versenyző                                     | Versenyszám | Futam | Futam | Futam | Futam | Futam | Futam | Futam | Pontszám | Helyezés |
| Versenyző                                     | Versenyszám | 1     | 2     | 3     | 4     | 5     | 6     | 7     | Pontszám | Helyezés |
| --------------------------------------------- | ----------- | ----- | ----- | ----- | ----- | ----- | ----- | ----- | -------- | -------- |
| John Flinkenberg Joel Jahn Tor-Kristian Lindh | Sárkányhajó | 305   | 191   | 226   | (0)   | 264   | 264   | 159   | 1409     | 14.      |

## Vívás
Férfi
| Versenyző      | Versenyszám       | Csoportkör | Csoportkör | Csoportkör | Csoportkör  | Csoportkör | Csoportkör       | Csoportkör | Csoportkör | Helyezés    |
| Versenyző      | Versenyszám       | 1. kör | 1. kör     | Negyeddöntő | Negyeddöntő | Elődöntő | Elődöntő         | Döntő | Döntő      | Helyezés    |
| Versenyző      | Versenyszám       | Ellenfél Eredmény | Hely.      | Ellenfél Eredmény | Hely.       | Ellenfél Eredmény | Hely.            | Ellenfél Eredmény | Hely.      | Helyezés    |
| -------------- | ----------------- | --- | ---------- | --- | ----------- | --- | ---------------- | --- | ---------- | ----------- |
| Väinö Korhonen | Párbajtőr, egyéni | 1. csoport · Alfredo Yanguas (COL) · 5-0 · Sewall Shurtz (USA) · 3-5 · Ghislain Delaunois (BEL) · 4-5 · Émile Gretsch (LUX) · 1-5 · Roland Asselin (CAN) · 4-5 · Arnold Csarnusevics (URS) · nem vívtak | 6.         | kiesett | kiesett     | kiesett | kiesett          | kiesett | kiesett    | helyezetlen |
| Rolf Wiik      | Párbajtőr, egyéni | 4. csoport · Édouard Schmit (LUX) · 5-3 · Kinmont Hoitsma (USA) · 5-4 · Juozas Ūdras (URS) · 5-2 · Laurence Harding-Smith (AUS) · 5-4 · Luis Jiménez (MEX) · 5-3 · Carl Forssell (SWE) · 1-5            | 2.         | 4. csoport · Daniel Dagallier (FRA) · 5-2 · Ivan Lund (AUS) · 5-1 · Michael Howard (GBR) · 5-2 · Sákovics József (HUN) · 2-5 · Sewall Shurtz (USA) · 3-5 · Berndt-Otto Rehbinder (SWE) · nem vívtak | 4.          | 2. csoport · Carlo Pavesi (ITA) · 5-4 · Armand Mouyal (FRA) · 5-5 · Berndt-Otto Rehbinder (SWE) · 5-2 · Sákovics József (HUN) · 5-2 · Richard Pew (USA) · 2-5 · Per Carleson (SWE) · 5-5 · Émile Gretsch (LUX) · 4-5 · Rájátszás: · Émile Gretsch (LUX) · 5-4 · Carlo Pavesi (ITA) · nem vívtak | 4. Rájátszás: 2. | Döntő csoport · Carlo Pavesi (ITA) · 1-5 · Giuseppe Delfino (ITA) · 4-5 · Edoardo Mangiarotti (ITA) · 0-5 · Richard Pew (USA) · 3-5 · Balthazár Lajos (HUN) · 4-5 · René Queyroux (FRA) · 2-5 · Per Carleson (SWE) · 1-5 | 8.         | 8.          |